# Evgenia Gostrer
Evgenia Gostrer (geboren 1981 in Woronesch, Russland) ist eine deutsche Trickfilmkünstlerin.

## Leben
Evgenia Gostrer emigrierte mit ihren Eltern, die beide jüdisch sind, und ihrer Schwester 1996 als Kontingentflüchtling nach Deutschland. Sie war nie wieder in Russland. Gostrer studierte Kommunikationsdesign in München und arbeitete danach einige Jahre in Agenturen. 2015 machte sie ihren Abschluss in Animationsregie an der Kunsthochschule Kassel, 2019 schloss sie ihr Meisterschülerinnen-Studium an der Filmuniversität Babelsberg Konrad Wolf ab. Bis September 2022 war sie Senior Lecturer im Studiengang Illustration Animation an der Kingston University in London. Sie war mit dem Historiker Jan Plamper verheiratet.

## Filmografie
- 2021: Kirschknochen
- 2018: Gollandia
- 2016: Frankfurter Str. 99a
- 2013: Im Rahmen
- 2009: Zeitwellen

## Publikationen
- 2022: German Short Films 2022, Katalog, AG Kurzfilm/German Films
- 2019: Katalog zur Ausstellung „Looking back – Thinking ahead“
- 2017: DAGESH Katalog – Jüdische Künstlerinnen im Zentrum Europas; „#Babel 21. Migration und jüdische Gemeinschaft.“ Hrsg. von D. Belkin, Hentrich&Hentrich Verlag; „Neues Judentum – altes Erinnern? Zeiträume des Gedenkens.“ Hrsg. von D. Belkin, L. Hensch, E. Lezzi, Hentrich&Hentrich Verlag; „Jalta. Positionen zur jüdischen Gegenwart. Selbstermächtigung“ Ausg. 01, Neofelis Verlag; German Short Films 2017, Katalog, AG Kurzfilm/German Films; Hessen Talents 2017, DVD + Katalog, hFMA
- 2016: New German Animation, DVD + Katalog, AG Kurzfilm/German Films; Aufnahme in die Bildungsmediathek des Katholischen Filmwerks, DVD
- 2014: German Short Film 2014, Katalog, AG Kurzfilm/German Films; Hessen Talents 2014, DVD + Katalog, hFMA
- 2013: New German Animations, DVD + Katalog, AG Kurzfilm/German Films

| Personendaten    | Personendaten                |
| ---------------- | ---------------------------- |
| NAME             | Gostrer, Evgenia             |
| KURZBESCHREIBUNG | deutsche Trickfilmkünstlerin |
| GEBURTSDATUM     | 1981                         |
| GEBURTSORT       | Woronesch, Russland          |